# حياة إضافية (فلم)
حياة إضافية (بالإنجليزية: 1Up) هو فيلم كوميدي أمريكي لعام 2022، من إخراج كايل نيومان، وسيناريوم جوليا يورك. تم إصداره في 15 يوليو 2022 من قبل استوديوهات أمازون.

## طاقم التمثيل
- باريس بيريلك
- تايلور زخار بيريز
- هاري نيف
- روبي روز
- نيكولاس كومب
- دي جي ماوسنر
- ماديسون بينز
- لوليتا ميلينا
- كيفن فارلي
- روبرت ليفي الثاني
- رامي خان
- ستيفن جوفي
- أفيفا مونجيلو
- كاتيم أوكونور
- دانيال ويليستون

## روابط خارجية
- مقالات تستعمل روابط فنية بلا صلة مع ويكي بيانات